# Dahlgrenkanone

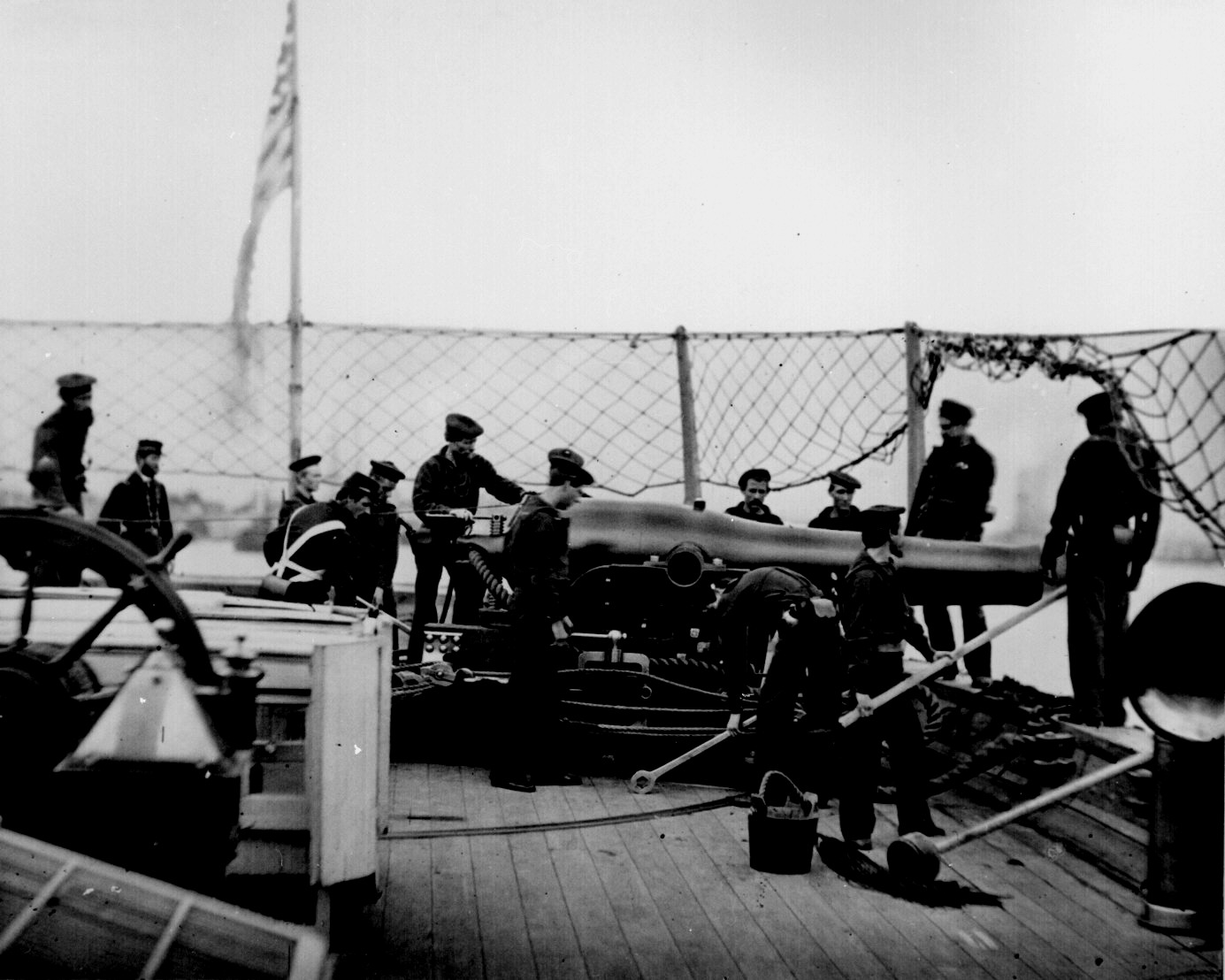
Mannschaft mit Dahlgrenkanone

Die Dahlgrenkanonen waren Schiffsgeschütze, die als Vollzylinder aus Gusseisen gegossen wurden und anschließend durch Ausbohren und Abdrehen ihre Form erhielten. Sie wurden kurz vor und während des amerikanischen Bürgerkriegs eingesetzt.
Die Konstruktion wurde vom Chef des US-amerikanischen Geschützwesens und späteren Konteradmiral John Adolphus Bernard Dahlgren vorgelegt. Die Dahlgrenkanonen wurden auch während des Krieges eingesetzt. Wegen ihrer eigenartigen Form, die an eine Bierflasche erinnerte, wurden sie scherzhaft bottle cannons (Flaschenkanonen) genannt. 